# Zastava Francuske Polinezije
Zastava Francuske Polinezije je usvojena 1984. Rubna crvena i središnje bijelo vodoravno polje preuzeti su s povijesne Tahićanske zastave. U sredini zastave nalazi se grb Francuske Polinezije, koji se sastoji od katamarana, iza kojeg se nalazi disk sa stiliziranim Suncem i morem. Sličan dizajn nalazi se i na zastavama drugih država s tih područja kao npr. na zastavi Kiribatija. U nekim inačicama zastave, pet figura predstavljaju ljude s otočnih skupina Francuske Polinezije. 

## Zastave otočnih skupina
- Otočje Gambier
- Tuamotu
- Markižansko otočje
- Otočje Australes